# لهجه غزنیچی
لهجه هزارگی غزنی (هزارگی: غزنیچی‎) یکی از گونه‌های گویش هزارگی زبانی فارسی دری است که در مناطق جنوبی هزارستان، به‌ویژه در ولایت غزنی، توسط مردم هزاره گویش می‌شود. این لهجه دارای ویژگی‌های منحصربه‌فردی در حوزه‌های آواشناسی، صرف، نحو و واژگان است که آن را از سایر گونه‌های فارسی متمایز می‌سازد.

## تقسیم‌بندی لهجه‌های هزارگی
بر اساس پژوهش‌های دکتر حفیظ‌الله شریعتی، گویش هزارگی به سه منطقه اصلی تقسیم می‌شود:
1. دی‌زنگی و دی‌کُندی: شامل مناطق مرکزی، غربی و شمالی.
2. غزنیچی: شامل مناطق جنوبی و جنوب‌غربی.
3. بهسودی: شامل دره ترکمو و مناطق شرقی هزارستان.

لهجه غزنیچی، که در مناطق جنوبی هزارستان رایج است، ویژگی‌های خاص خود را دارد و تفاوت‌های اندکی با دیگر لهجه‌های هزارگی دارد.

## ویژگی‌های آوایی و واژگانی
لهجه هزارگی غزنی دارای ویژگی‌های آوایی خاصی است که آن را از سایر گونه‌های فارسی متمایز می‌سازد. برای مثال، کلمات در این لهجه ممکن است تلفظ‌های متفاوتی داشته باشند:
- نیست: نیست، نیسته، نییَسته، نییه.
- چشم: چشم، چیشیم، چیم.
- بگیر: بگیر، بیگر، مه، بگی.

این تنوع در تلفظ‌ها نشان‌دهنده پویایی و غنای این لهجه است.